# Національні дороги в Нідерландах

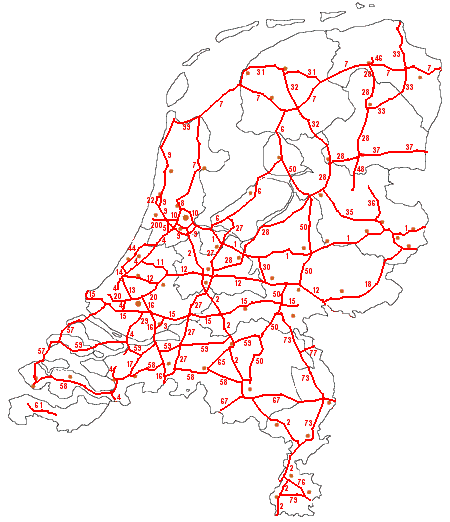
Державна дорожня мапа

Національні дороги у Нідерландах — обслуговуються Рейксватерштат від імені центрального уряду. Рейксватерштат також відповідає за будівництво нових національних доріг, яке вони виконують на основі рішення про маршрут, прийнятого міністром інфраструктури та водного господарства. У 2017 році в Нідерландах їх було 5357 км шосе. Різні оригінальні національні дороги були передані провінціям і муніципалітетам. Сучасну мережу національних доріг також називають магістральною мережею доріг.
Магістральною дорогою може бути звичайна дорога, автомагістраль або автомагістраль.
Назва Rijksweg досить поширена в Нідерландах як назва вулиць доріг, які є (або колись були) національними магістралями. Це може призвести до неоднозначності: Rijksweg 30 може означати національну дорогу з номером 30, автомагістраль між Еде та Барневельдом, а також будівлю з номером будинку 30 на вулиці під назвою Rijksweg.

## Історія
У 1810 році Наполеон був першим, хто працював над цілісною національною мережею доріг. Було розроблено план мережі національних доріг, розділених на різні класи. Дороги 1-го і 2-го класу будувала держава, будівництво інших доріг - нижча влада. У 1821 році національна мережа автомобільних доріг складалася з близько 500 км дороги, яка протягом наступних десятиліть була майже повністю заасфальтована.
Минуло б сто років, перш ніж національна мережа автомобільних доріг буде розширена далі. Міністр Лелі був першим, хто передбачив велике майбутнє для автомобіля. У 1915 році Лелі запропонував покращити найважливіші та найзавантаженіші зв’язки. З початком Першої світової війни його пропозиція провалилася через брак бензину та грошей.
У 1927 році було створено новий державний план доріг. Цей план передбачав значне збільшення кількості національних доріг і покращення стану найважливіших національних доріг. Це було дуже потрібно. Більшість національних доріг мали три метри завширшки і використовувалися для велосипедистів, автомобілів, трамваїв і коней. У 1932 році план національних доріг було переглянуто. Цей національний дорожній план ще не передбачав будівництва автомагістралей. Однак у 1933 році було вирішено побудувати першу магістраль: національну магістраль 12 від Гааги до Утрехта.
Кілька років потому, у 1936 році, Рейксватерштаат призначив низку важливих національних доріг автострадами. Треба було якомога швидше адаптувати ці дороги. У 1938 році план автомагістралі був включений до державного плану доріг. У наступні десятиліття все більше національних доріг проектувалися як автостради.

## Нумерація

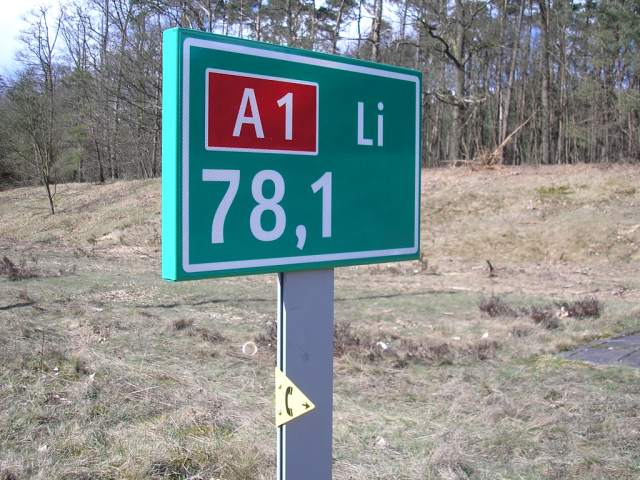
Маркер гектометра Рейксватерштат

Національні дороги зазвичай можна розпізнати за номером дороги з N (дорога або автомагістраль) або A (автомагістраль) з цифрами від 1 до 99. Національні дороги також можна розпізнати за гектометричним маркером.
Майже в усіх випадках номер A/N збігається з номером національної дороги. Одним із винятків є A/N18. Ця дорога є частиною Автомагістраль A15. Він був створений тому, що в 1990-х роках було вирішено не продовжувати A15 до Зевенаара. Частина Rijksweg 15 в Ахтергуку була потім перенумерована на A/N18. Ще одна особливість зустрічається на A29. Він є частиною як Автомагістраль A4, так і Автомагістраль A29.

## Вивіски
З 1 січня 2004 року компанія «Тебодін» до 2007 року відповідала за вказівники загальнодержавної мережі доріг. Tebodin виграв державний тендер від ANWB, який відповідав за вивіски протягом багатьох років до 2004 року. Згодом контракт з Tebodin було продовжено на 1 рік до кінця 2008 року, після чого було проведено новий тендер. Цей тендер також виграв «Тебодін», цього разу до кінця 2010 року. ANWB все ще відповідає за встановлення вказівників на інших дорогах.